# L'Homme qui acheta la terre
L'Homme qui acheta la Terre (titre original : The Planet Buyer) est un roman de science-fiction de Cordwainer Smith publié en 1964.